# Марш Долл, Карен
Ка́рен Марш Долл (англ. Caren Marsh Doll), урождённая — Моррис (англ. Morris; род. 6 апреля 1919, Голливуд, Калифорния) — американская актриса

, танцовщица

 и писательница. Как танцовщица, специализируется на современном танце и чечётке. Была дублёром Джуди Гарленд в фильмах «Волшебник страны Оз» (1939) и «Девушки Зигфилда» (1941). С 1937 по 1948 год она снималась в кино с киностудиями Metro-Goldwyn-Mayer.

## Биография
Карен Марш Долл (урождённая Моррис) родилась 6 апреля 1919 года в Голливуде (штат Калифорния, США) в семье биржевого брокера Лью Морриса. Её младшей сестрой была актриса телевидения и кино Дороти Моррис (1922—2011). Она и её семья были активны в методистской церкви. В 1937 году она окончила Голливудскую среднюю школу и захотела стать актрисой. Её родители не одобряли этот выбор и предпочитали, чтобы она училась в колледже. Они скомпрометировали Карен, сказав, что если она не сможет получить актёрскую работу, её отправят в колледж.
В 1939 году работала актрисой массовки на съёмках фильма «Унесённые ветром».Она является единственной оставшейся в живых актрисой из актёрского состава фильма.
12 июля 1949 года Марш находилась на борту рейса 897R службы Стандартных Воздушных Авиалиний, когда самолёт разбился. Самолёт покинул Альбукерке, штат Нью-Мексико, в 4:43 утра, а в 7:40 потерпел крушение вблизи Чатсуорта, штат Калифорния. Марш была одной из 13 человек, выживших в катастрофе. Марш была извлечена из-под обломков другой пассажиркой по имени Джуди Фрост. Марш находилась в больнице Cedars of Lebanon в течение нескольких недель и ей почти ампутировали левую ногу. Врачи сказали Марш, что она, скорее всего, никогда не будет снова танцевать, но после физических упражнений она смогла исцелиться и продолжить танцевать.
В 1956 году она переехала в Палм-Спрингс, штат Калифорния. С 1950 по 1979 год была замужем за сотрудником пресс-службы , актёром театра и продюсером Майком Тоддом. У супругов родился сын Джонатан.
Каждый первый понедельник месяца Марш преподаёт танцевальную терапию в Palm Springs Stroke Activity Center, где преподаваемые стили варьируются от бальных танцев, кантри, гавайских танцев до танца живота. Она является активным членом Объединённой методистской общинной церкви Палм-Спрингс.